# Luce tu pueblo
Luce tu pueblo fue un programa de televisión dedicado a buscar el pueblo más bello de España. El formato, producido por La Fábrica de la Tele y desarrollado con el patrocinio de Ferrero Rocher, se emitió en Divinity entre el 16 de octubre de 2016 y el 10 de diciembre de 2017. La primera temporada corrió a cargo de Ana García-Siñeriz, mientras que Verónica Dulanto –y Jesús Vázquez desde Guadalupe el día de la final– se encargó de la segunda.

## Formato
Luce tu pueblo es un programa en el que seis municipios compiten por ser el pueblo más bonito de España. Para ello, una vez conocidos los candidatos, los espectadores pueden votar por su favorito a través de la web. Luego, una vez emitidos los programas dedicados a cada uno de ellos, se cierran las votaciones y los dos municipios que hayan reunido el mayor número de votos se convierten en los finalistas. Los últimos dos capítulos del programa se encargan de destacar lo mejor de cada población, sus preparativos de cara a la final o las actividades relatadas por la presentadora en sus visitas a ambos municipios. Finalmente, en el último programa se hace público el resultado de las votaciones y el pueblo ganador es galardonado con una espectacular iluminación navideña a cargo del patrocinador (Ferrero Rocher).

## Candidatos

### Primera temporada (2016)
| Municipio        | Provincia | Comunidad Autónoma     | Resultado     |
| ---------------- | --------- | ---------------------- | ------------- |
| Rubielos de Mora | Teruel    | Aragón                 | Ganador       |
| Lastres          | Asturias  | Principado de Asturias | 2º finalista  |
| Candelario       | Salamanca | Castilla y León        | Menos votados |
| Frías            | Burgos    | Castilla y León        | Menos votados |
| Laguardia        | Álava     | País Vasco             | Menos votados |
| Zuheros          | Córdoba   | Andalucía              | Menos votados |

### Segunda temporada (2017)
| Municipio            | Provincia  | Comunidad Autónoma   | Resultado     |
| -------------------- | ---------- | -------------------- | ------------- |
| Guadalupe            | Cáceres    | Extremadura          | Ganador       |
| Combarro             | Pontevedra | Galicia              | 2º finalista  |
| Ezcaray              | La Rioja   | La Rioja             | Menos votados |
| Grazalema            | Cádiz      | Andalucía            | Menos votados |
| Sos del Rey Católico | Zaragoza   | Aragón               | Menos votados |
| Vilafamés            | Castellón  | Comunidad Valenciana | Menos votados |

## Audiencias

### Primera temporada (2016)
| Fecha      | Características del programa                                                   | Audiencia       |
| ---------- | ------------------------------------------------------------------------------ | --------------- |
| 16/10/2016 | Programa 1 / Lastres, Frías, Laguardia, Zuheros, Rubielos de Mora y Candelario | 315 000 (1,96%) |
| 23/10/2016 | Programa 2 / Lastres                                                           | 188 000 (1,13%) |
| 30/10/2016 | Programa 3 / Laguardia                                                         | 292 000 (1,86%) |
| 06/11/2016 | Programa 4 / Frías                                                             | 183 000 (1,04%) |
| 13/11/2016 | Programa 5 / Zuheros                                                           | 185 000 (1,06%) |
| 20/11/2016 | Programa 6 / Rubielos de Mora                                                  | 238 000 (1,32%) |
| 27/11/2016 | Programa 7 / Candelario                                                        | 310 000 (1,75%) |
| 04/12/2016 | Programa 8 / Lastres - Rubielos de Mora                                        | 286 000 (1,63%) |
| 11/12/2016 | Programa 9 / Lastres - Rubielos de Mora                                        | 169 000 (0,96%) |

### Segunda temporada (2017)
| Fecha      | Características del programa                                                           | Audiencia       |
| ---------- | -------------------------------------------------------------------------------------- | --------------- |
| 15/10/2017 | Programa 1 / Ezcaray, Sos del Rey Católico, Vilafamés, Combarro, Grazalema y Guadalupe | 282 000 (1,82%) |
| 22/10/2017 | Programa 2 / Ezcaray                                                                   | 207 000 (1,24%) |
| 29/10/2017 | Programa 3 / Sos del Rey Católico                                                      | 281 000 (1,62%) |
| 05/11/2017 | Programa 4 / Vilafamés                                                                 | 216 000 (1,23%) |
| 12/11/2017 | Programa 5 / Combarro                                                                  | 206 000 (1,19%) |
| 19/11/2017 | Programa 6 / Grazalema                                                                 | 205 000 (1,16%) |
| 26/11/2017 | Programa 7 / Guadalupe                                                                 | 184 000 (1,08%) |
| 03/12/2017 | Programa 8 / Combarro - Guadalupe                                                      | 196 000 (1,15%) |
| 10/12/2017 | Programa 9 / Combarro - Guadalupe                                                      | 177 000 (0,99%) |

### Recepción media de la audiencia
| Temporada | Temporada | Episodios | Estreno               | Final                   | Audiencia media | Audiencia media | Audiencia media |
| Temporada | Temporada | Episodios | Estreno               | Final                   | Espectadores    | Cuota           |                 |
| --------- | --------- | --------- | --------------------- | ----------------------- | --------------- | --------------- | --------------- |
|           | 1         | 9         | 16 de octubre de 2016 | 11 de diciembre de 2016 | 241 000         | 1,41%           |                 |
|           | 2         | 9         | 15 de octubre de 2017 | 10 de diciembre de 2017 | 217 000         | 1,27%           |                 |
| Total     | Total     | 18        | 2016                  | 2017                    | 229 000         | 1,34%           |                 |